# Anthracia turcomanica
Anthracia turcomanica là một loài bướm đêm trong họ Noctuidae.